# Шейн Ворн
Шейн Кейт Ворн (англ. Shane Keith Warne, 13 вересня 1969 — 4 березня 2022) — австралійський гравець в крикет, що грав на позиції подаваючого.

## Біографія

### Раннє життя
Шейн Ворн народився в передмісті Мельбурна 13 вересня 1969 року у сім'ї Бріджит та Кита Ворн. Його мати була німкенею.
Навчався в середній школі Гемптона з 7 по 9 клас, перш ніж йому запропонували спортивну стипендію для відвідування школи Ментоун Граммар, де він провів останні три роки навчання.

### Початок кар'єри
Перші нагороди Ворн отримав у 1983–1984 роках, коли він представляв крикетний клуб Мельбурнського університету в тодішньому змаганні Вікторіанської асоціації крикету до 16 років.

### Смерть
4 березня 2022 року у віці 52 років Ворн помер від гострого інфаркту міокарда під час відпочинку на віллі на курорті Самуджана на острові Ко Самуї у Таїланді.

## Особисте життя
Ворн був одружений з Сімон Каллаган із 1995 по 2005 рік, з якою мав троє дітей: Саммер, Джексон і Брук.